# Wiccan
Cet article concerne le personnage de comics. Pour les adeptes du culte païen, voir Wicca.
William « Billy » Kaplan alias Wiccan est un personnage de fiction, super-héros appartenant à l'univers de Marvel Comics créé par Allan Heinberg (scénariste) et Jim Cheung (dessinateur). C'est un adolescent, devenu Wiccan, il est entré dans les Young Avengers rassemblés par Iron Lad afin de combattre Kang.
Au sein de l'univers cinématographique Marvel, le personnage apparaît en tant que Billy Maximoff dans la mini-série WandaVision et dans le film Doctor Strange in the Multiverse of Madness sous les traits de l'acteur Julian Hillard, puis par Joe Locke en tant que William Kaplan à partir de la mini-série Agatha All Along.

## Biographie fictive
Ses pouvoirs sont d'origine magique : Wiccan utilise la magie du chaos, il peut donc lancer des sorts (ses sorts peuvent modifier la réalité), créer des champs de force et lancer des éclairs. Il peut également léviter, voler et modifier la réalité. À ses débuts, il se faisait appeler Asgardian et utilisait ses pouvoirs de la même manière que Thor. Mais Billy Kaplan est un sorcier, en récitant des sorts, il est capable de faire toutes sortes de choses, on ne connaît pas encore ses limites dans ce domaine.
On apprendra plus tard que Billy est le fils « mystique » de Wanda Maximoff et qu'il a un frère jumeau prénommé Thomas « Tommy » Shepherd alias Speed.

### La naissance
Au cours de son mariage avec Vision, la Sorcière Rouge a utilisé ses pouvoirs de modification de la réalité pour créer des jumeaux, William et Thomas, à partir de deux âmes perdues. Plus tard, Méphisto a récupéré les âmes perdues. Cependant, leurs âmes avaient été tellement transfigurées par la magie de Wanda qu'ils ont détruit et dispersé le démon. L'âme de William renaît apparemment en Billy Kaplan, l'aîné des trois fils des juifs réformés Jeff Kaplan, cardiologue, et Rebecca Kaplan, psychologue, vivant dans l'Upper West Side de New York.

### Young Avengers
Iron Lad, une version plus jeune de Kang le Conquérant, a trouvé Billy en utilisant le programme Avengers Fail-Safe compilé par Vision pour être utilisé pour former une nouvelle équipe de super héros en cas de destruction ou de dissolution des Avengers. Il demande son aide pour empêcher son futur moi de le ramener dans le futur où il deviendrait finalement Kang. Aux côtés de son nouveau petit ami, Teddy Altman (Hulkling), Billy a rejoint les Young Avengers. Il a choisi de se coiffer d'après Thor et a adopté l'identité de super-héros: Asgardien.
En tant qu'Asgardien, Billy a choisi d'utiliser uniquement ses pouvoirs basés sur l'électricité, mais pendant le combat avec Kang, Iron Lad puis Patriot lui ont demandé d'utiliser ses "autres pouvoirs". Finalement, il a admis être un lanceur de sorts et avoir désactivé le champ de force de Kang. Vision a également révélé que Billy et Teddy sont tous deux liés d'une manière ou d'une autre aux membres des Avengers.

### Civil War
Pendant la guerre civile, le SHIELD a arrêté les Young Avengers. Cependant, Falcon et Captain America ont intercepté le bus du SHIELD qui transportait les prisonniers, et Wiccan a téléporté l'équipe hors de la situation, dans la base d'opérations des combattants de la Résistance.
Lorsque les Runaways ont tenté de rester en dehors du conflit, ils ont à peine réussi à échapper aux forces gouvernementales. En entendant parler de ce développement dans les nouvelles, les Young Avengers ont décidé d'aider les Runaways même si Captain America a approuvé le plan. Wiccan a utilisé sa magie pour localiser et se téléporter vers les Runaways. Cependant, les Runaways croyaient que les Young Avengers étaient venus les capturer et un combat s'ensuivit jusqu'à ce que Patriot réussisse à convaincre Nico Minoru d'arrêter les hostilités. Les deux équipes furent ensuite attaquées par Marvel Boy, qui captura Wiccan. , Karolina et Hulkling, et ont presque tué Xavin. Les jeunes héros sont devenus les prisonniers du directeur, qui a procédé à la vivisection sur Teddy inconscient. Les garçons ont été sauvés par Xavin, dont la physiologie Skrull lui a permis de se remettre de l'attaque de Noh-Varr. Billy a failli tuer le directeur, mais Teddy l'a arrêté.

### Secret Avengers
Wiccan faisait partie des Secret Avengers qui prirent part à la première grande bataille de la guerre civile et fut l'une des deux premières victimes. Tony Stark et Peter Parker réalisèrent que les deux rebelles dotés de pouvoirs de téléportation devaient être neutralisés pour empêcher une évasion. L'embuscade. Wiccan et Cloak ont tous deux été touchés par des fléchettes tranquillisantes et rendus inconscients. Cette attaque contre deux de ses plus jeunes partisans a rendu Captain America furieux. Une violente bataille s'ensuivit, à la fin de laquelle Goliath était mort, tué par le clone cyborg de Thor. La plupart des membres du groupe anti-enregistrement se sont échappés, mais Wiccan a été laissé derrière et capturé par les partisans de l'enregistrement.
Billy et les autres héros anti-enregistrement emprisonnés ont finalement été libérés lors d'un raid mené par Captain America. La capacité de changement de forme de Teddy a joué un rôle central dans le plan de Captain America lui permettant de se faire passer pour Yellowjacket afin de libérer les héros emprisonnés.

### À la recherche de la sorcière Rouge, secret invasion, dark reign
Lorsque Wiccan décida de commencer à chercher la Sorcière Rouge, Tommy accepta de le rejoindre. Le couple chercha à Genosha et Wundagore en Transia avant de finalement rencontrer Maître Pandemonium à Cresskill, New Jersey, dans une ancienne résidence de la Sorcière Rouge et de la Vision. a offert quelques informations, mais ne savait pas où se trouvait actuellement la sorcière écarlate.
Lorsque les Skrulls envahirent la Terre, Wiccan rejoignit les autres Young Avengers et Runaways en première ligne de la bataille. Wiccan et Speed ont sauvé Hulkling de l'exécution et ont ensuite aidé Xavin à sauver à nouveau Hulkling.
Wiccan a rassemblé les Young Avengers au Avengers Mansion pour répondre à la vague de chaos surnaturel provoquée par Chthon. L'équipe fut transformée en pierre par la magie de Chthon, à l'exception de Vision et Stature, qui arrivèrent trop tard.

### Succession de Dr Strange
Après avoir été renvoyé de son poste de Sorcier Suprême, le Docteur Strange a rendu visite à Wiccan pour discuter de sa candidature potentielle et de sa capacité à assumer son ancien rôle. Lorsque Hood trouva Strange et l'engagea dans un combat magique pour réclamer l'Œil d'Agamotto, Wiccan l'aida, contrairement aux ordres de fuite de Strange. Strange s'est téléporté avec Billy et l'a quitté avant de chercher de l'aide auprès des New Avengers.
Wiccan, avec les autres Young Avengers, a aidé à sauver les morts d'Asgard pendant le siège. Ensemble, Hulkling et lui ont également combattu le Wrecking Crew.

### Children's crusade
Après que les pouvoirs de Wiccan aient été surchargés lors d'une bataille avec les Fils du Serpent, les Avengers ont décidé de le garder sous observation. Hulkling et les autres Young Avengers ont libéré Wiccan de leur emprise et ont commencé la recherche de la sorcière Rouge. Accompagnée de Magneto et Quicksilver, l'équipe s'est rendue en Transie puis en Latvérie avant de découvrir une Wanda dépourvue de pouvoir et amnésique, fiancée au Docteur Doom. La redécouverte de Wanda n’est cependant pas passée inaperçue puisque les Avengers sont rapidement arrivés sur les lieux. Une bataille avec l'armée Doombot de Doom éclata bientôt et ne fut stoppée que par l'arrivée d'Iron Lad.
Iron Lad a téléporté les Young Avengers et Wanda dans le flux temporel. Ils sont tous allés dans le passé et ont rencontré le Valet de Cœur réanimé, qui était sur le point d'exploser. Après cela, Wanda s'est souvenue de qui elle était, a retrouvé ses pouvoirs et est revenue elle-même, les Young Avengers et Scott Lang dans le présent. Elle a ensuite finalement confirmé que Billy et Tommy étaient bien ses fils réincarnés.

## Homosexualité
Billy est gay. Mineur et lycéen, il aura une relation avec un élève de sa classe : Teddy Altman, dit Hulkling.

## Pouvoirs et équipements
Wiccan utilise la magie du chaos. En effet, il a été déclaré par le Maître Pandémonium que la magie de Billy était la même que celle de Wanda(la magie du chaos). Wiccan n'a pas vraiment de sorts standards et la plupart d'entre eux sont improvisés sur place, en raison du fait que la magie du chaos fonctionne sur l’intention et non avec des sorts standards. Alors en disant seulement ce qu'ils veulent, cela se produit dans la réalité. Bien que ses sorts soient généralement très efficaces, les sorts peuvent être dégradés par un manque de volonté de les effectuer ou un stress. Wiccan peut utiliser la magie pour augmenter les pouvoirs de lui-même ou des autres pendant de longues périodes. Son costume est similaire à ceux des asgardiens. Wiccan l'a choisi à cause de sa faculté de lancer des éclairs, comme Thor. Initialement, Wiccan porte un bâton qui lui sert autant d'arme que d'outil pour utiliser sa magie.
Les pouvoirs de Wiccan comprennent: le vol, la téléportation, la télépathie, la télékinésie, la manipulation de la réalité, l'émission de lumière intense...

## Apparitions dans d'autres médias
Billy apparaît (aux côtés de son jumeau Tommy) dans la série Disney+ WandaVision, où il est une création de l'esprit de sa mère Wanda. Il est interprété par Baylen Bielitz, qui joue Billy à 5 ans, puis Julian Hilliard, qui interprète le personnage à 10 ans. Billy, cette fois-ci un variant habitant la Terre-848, réapparaît dans Doctor Strange in the Multiverse of Madness, toujours interprété par Hilliard.
Joe Locke reprend le rôle dans la série Agatha All Along, où Billy est d'abord présenté sous le nom de «l'Ado », un sort de protection empêchant de dévoiler sa véritable identité. Ce n'est qu'à la fin de l'épisode 5 que l'Ado se révèle être Wiccan, utilisant pour la première fois ses pouvoirs pour attaquer le sabbat auquel il appartient.